# 或許會流淚
「或許會流淚」（泣いちゃうかも）是日本的女子偶像組合「早安少女組。」的第38张单曲。2009年2月18日由zetima发售。

## 概要
- 「或許會流淚」的B面曲「膽小鬼」是由新垣里沙和道重沙由美主唱
- 此單曲有3個版本，分別有「初回生産限定盤A」、「初回生産限定盤B」和「CD ONLY」。「初回生産限定盤」收錄了「或許會流淚」的PV。
- 在3月2日於公信榜單曲週排行榜取得第3位。

## 收錄内容

### CD（初回生産限定盤, CD ONLY）
CD
1. 或許會流淚
（作詞・作曲：淳君 編曲：大久保薫）
2. 膽小鬼（弱虫）
（作詞・作曲：淳君  編曲：高橋諭一）
3. 或許會流淚(Instrumental)

### DVD（初回生産限定盤A）
1. 或許會流淚（Another Ver.）

### DVD（初回生産限定盤B）
1. 或許會流淚（Close-up Ver. ）